# Przewodniczący Rady Samorządu Lokalnego
Przewodniczący Rady Samorządu Lokalnego (en. President of the Local Government Board) powstał w 1871 r. Zastąpił zlikwidowaną Radę Praw Biednych oraz przejął część kompetencji Zarządu Handlu oraz Ministerstwa Spraw Wewnętrznych. Rada została zlikwidowana w 1919 r., a jej kompetencje przejęło Ministerstwo Zdrowia.

## Przewodniczący Rady Samorządu Lokalnego
- 1871–1874: James Stansfeld
- 1874–1880: George Sclater-Booth
- 1880–1882: John George Dodson
- 1882–1885: Charles Dilke
- 1885–1886: Arthur Balfour
- 1886–1886: Joseph Chamberlain
- 1886–1886: James Stansfeld
- 1886–1892: Charles Ritchie
- 1892–1894: Henry Fowler
- 1894–1895: George Shaw-Lefevre
- 1895–1900: Henry Chaplin
- 1900–1905: Walter Long
- 1905–1905: Gerald Balfour
- 1905–1914: John Burns
- 1914–1915: Herbert Samuel
- 1915–1916: Walter Long
- 1916–1918: William Fisher
- 1918–1919: Auckland Geddes
- 1919–1919: Christopher Addison